# Isabelle Weidemann
Isabelle Weidemann (ur. 18 lipca 1995 w Ottawie) – kanadyjska łyżwiarka szybka, trzykrotna medalistka olimpijska, wielokrotna medalistka mistrzostw świata.

## Kariera
Na dystansowych mistrzostwach świata w Salt Lake City w 2020 roku wspólnie z Ivanie Blondin i Valérie Maltais zdobyła brązowy medal w biegu drużynowym. Podczas rozgrywanych rok później mistrzostw świata w Heerenveen była druga w tej samej konkurencji. Brała też udział w igrzyskach olimpijskich w Pjongczangu w 2018 roku, zajmując czwarte miejsce w biegu drużynowym, szóste w biegu na 5000 m i siódme na 3000 m.
Pierwszy raz na podium zawodów Pucharu Świata stanęła 10 listopada 2017 roku w Heerenveen, gdzie zajęła trzecie miejsce w biegu drużynowym. Indywidualnie dokonała tego 25 listopada 2018 roku w Tomakomai, wygrywając rywalizację w biegu na 3000 m. W zawodach tych wyprzedziła Czeszkę Martinę Sáblíkovą i Włoszkę Francescę Lollobrigidę.
Na Igrzyskach Olimpijskich w 2022 zdobyła trzy medale: złoty w drużynie, srebrny w biegu na 5000 m i brązowy w biegu na 3000 m, stając się, obok Stevena Dubois, najbardziej utytułowaną kanadyjską medalistką tych igrzysk.